# Francis (Utah)
Francis – miasto w Stanach Zjednoczonych, w stanie Utah, w hrabstwie Summit.